# إيمبرتور فيريوسا
إيمبرتور فيريوسا هي شخصية خيالية ظهرت لأول مرة في فيلم ماد ماكس: فيوري رود إنتاج عام 2015 وفيلم فيريوسا المقرر صدوره عام 2024. فيريوسا كانت تابعة لجو العظيم حتى إنقلبت عليه من أجل إنقاذ زوجاته الخمسة، أثناء رحلة الهروب قابلت ماكس روكاتانسكي وعلى الرغم من البداية العدائية بينهم إلى أنهم تحالفوا من أجل إيال الزوجات الخمس لمكان آمن يسمى المكان الأخضر.